# Гамль
Гамль, гэмль (амх. ገምል) — буква эфиопского алфавита геэз. В амхарском обозначает /g/. В гематрии соответствует числу «три». В традиционной эфиопской записи чисел буквами коптского алфавита число «три» также пишется через букву «гамма» — ፫.
| T14 |

| T14 |

- ገ  — гэмль геэз гэ
- ጉ  — гэмль каэб гу
- ጊ  — гэмль салис ги
- ጋ  — гэмль рабы га
- ጌ  — гэмль хамыс ге
- ግ  — гэмль садыс гы (г)
- ጎ  — гэмль сабы го